# Iri-pat
| r · p · a |

| r · p · a |

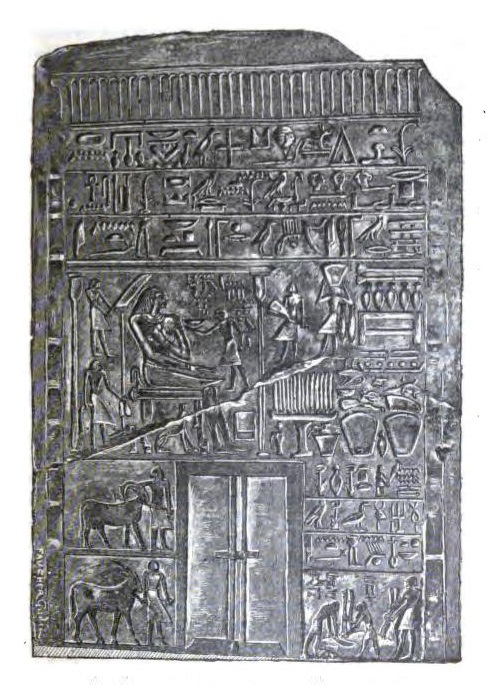
idősebb Antef sztéléje, iry-pat-nak nevezik őt a második sor elején

Az Iri-pat (egyiptomi nyelven: jrj-pꜥt „az elit tagja”) ókori egyiptomi rang, azaz az ország hierarchiájában elfoglalt magas pozíciót hirdető cím volt. Az Iri-pat valóban a legmagasabb rangú cím volt a királyi udvarban, és csak a legfontosabb tisztviselők használhatták. A cím már az első dinasztia idején is bizonyított: egyik első viselője Merka volt, II. Ka király hivatalnoka.
Az újbirodalomban a címet gyakran a trónörökös viselte, és azt hirdette, hogy birtokosa az ország második számú uralkodója. Ezért néha örökös vagy koronaherceg jelentéssel fordítják le. Tutanhamon alatt Horemhebet hivatalosan a fáraó iri-pat-jának, utódjának nevezték ki, de nem követte a gyermekkirályt, mivel Ay közbelépett, hogy helyette foglalja el a trónt körülbelül 4 évig, Horemheb csak utána vehette át a hatalmat.

## Fordítás
Ez a szócikk részben vagy egészben  az   Iry-pat című angol Wikipédia-szócikk ezen változatának fordításán alapul.  Az eredeti cikk szerkesztőit annak laptörténete sorolja fel. Ez a jelzés csupán a megfogalmazás eredetét és a szerzői jogokat jelzi, nem szolgál a cikkben szereplő információk forrásmegjelöléseként.